# Shintarō Ishihara

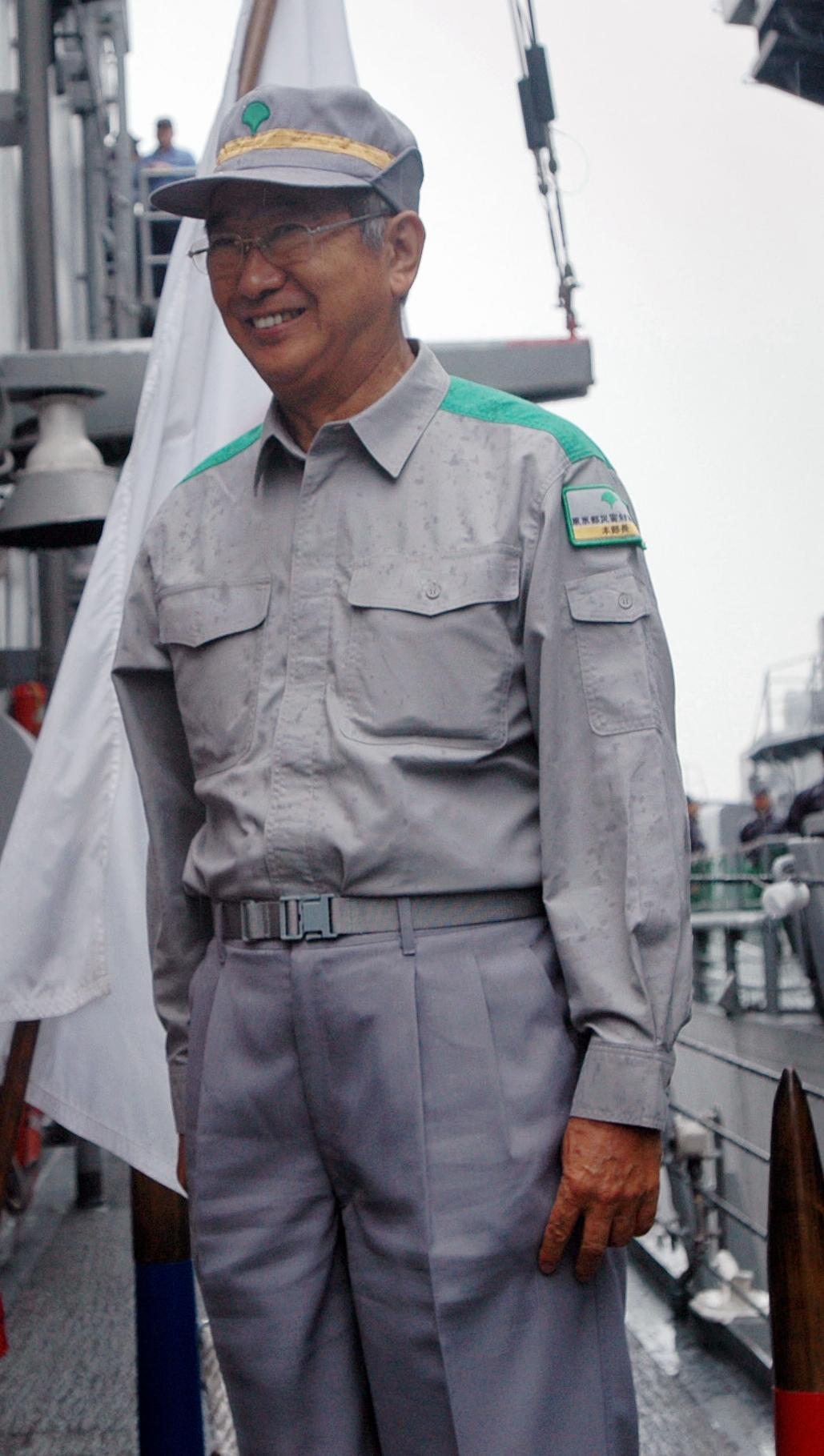
Shintaro Ishihara (2006)

Shintarō Ishihara (jap. 石原 慎太郎 Ishihara Shintarō; * 30. September 1932 in Kōbe; † 1. Februar 2022 in Tokio) war ein japanischer Schriftsteller und Politiker. Ishihara erhielt 1956 den bedeutendsten japanischen Literaturpreis, den Akutagawa-Preis. Ab 1968 Abgeordneter im nationalen Parlament für die Liberaldemokratische Partei, war er später unter anderem Umwelt- und Verkehrsminister. Von 1999 bis Oktober 2012 war Ishihara Gouverneur der Präfektur Tokio (oft in westlichen Medien als Tokios „Bürgermeister“ bezeichnet). Anschließend kehrte er in die nationale Politik zurück. Er gehörte zuletzt bis 2014 für den Verhältniswahlblock Tokio dem Unterhaus des nationalen Parlaments an und war saikō komon („höchster Berater“) der Jisedai no Tō („Partei der nächsten Generation“).

## Werdegang

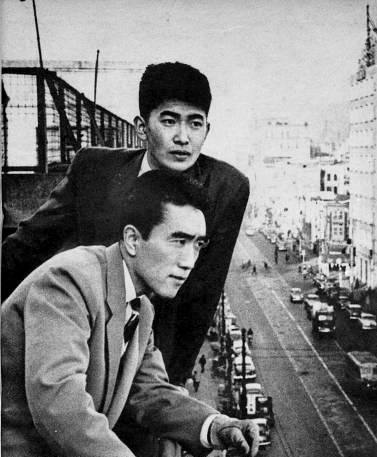
Shintaro Ishihara und der rechtsnationale Schriftsteller Yukio Mishima in 1956 auf dem Dach des Bungeishunjū Gebäudes in Ginza 6-chome.

Ishihara schloss 1956 sein Studium an der Hitotsubashi-Universität ab. Kurz zuvor hatte er für seinen im Juli 1955 erschienenen Roman Taiyō no Kisetsu (太陽の季節, deutsch „Jahreszeit der Sonne“, englischer Titel: Season of Violence) den Akutagawa-Preis erhalten. In der Verfilmung des Romans hatte er einen ersten Auftritt als Filmschauspieler. Dieser Roman hatte großen Einfluss auf die damalige Jugend und gab der Taiyōzoku-Jugendkultur ihren Namen.
Von 1968 bis 1972 war er LDP-Abgeordneter im Oberhaus, anschließend bis 1995 im Unterhaus. Er war Leiter der Umweltbehörde (1976–77) im Kabinett von Fukuda Takeo und Verkehrsminister (1987–88) unter Premierminister Noboru Takeshita. Innerhalb der Partei leitete er ab 1983 die Faktion Jiyū Kakushin Dōyūkai (自由革新同友会) bis zu deren Beitritt zur Fukuda-Faktion ein Jahr später. 1989 kandidierte Ishihara für den LDP-Parteivorsitz, unterlag aber Toshiki Kaifu und Yoshirō Mori. 1995 trat er als Abgeordneter zurück.
Bei der Gouverneurswahl in Tokio 1999 bewarb sich Ishihara mit Unterstützung von Teilen des LDP-Präfekturverbandes für die Nachfolge von Gouverneur Yukio Aoshima, der nicht für eine zweite Amtszeit kandidierte. Er erhielt rund 30 % der Stimmen und setzte sich gegen Kunio Hatoyama und 17 weitere Kandidaten durch. 2003 und 2007 wurde er jeweils mit absoluten Mehrheiten wiedergewählt. Bei der Wahl 2011 erhielt er nur rund 43 % der Stimmen, wurde aber mit deutlichem Vorsprung auf seinen nächsten Herausforderer Hideo Higashikokubaru für eine vierte Amtszeit bestätigt.
Für eine Rückkehr in die nationale Politik bei der Unterhauswahl 2012 trat Ishihara im Oktober 2012 zurück und gründete am 13. November 2012 zusammen mit der bisherigen Tachiagare Nippon die Taiyō no Tō („Partei der Sonne“), in der er sich mit Takeo Hiranuma den Parteivorsitz teilte. Vier Tage später ging die Partei im Nippon Ishin no Kai auf, wo Ishihara zunächst alleine Parteivorsitzender war. Bei der Unterhauswahl kandidierte Ishihara nicht in einem Wahlkreis, nur für ein Verhältniswahlmandat. Die Ishin no Kai konnte keinen der 25 Wahlkreise in Tokio gewinnen, erhielt aber bei der Verhältniswahl im Block Tokio mit knapp 20 % der Stimmen 3 der 17 Sitze. Ishihara wurde vor die Wahlkreiskandidaten alleine auf Listenplatz 1 gesetzt und war sicher gewählt. Ab Januar 2013 teilten sich Ishihara und Hashimoto den Parteivorsitz.
Im Streit um einen Zusammenschluss mit der Yui no Tō von Kenji Eda 2014 verständigten sich Ishihara und Hashimoto auf die Spaltung der Partei. Ishiharas Anhänger sammelten sich im Sommer 2014 in der Jisedai no Tō mit Hiranuma als Vorsitzender. Bei der verlustreichen Unterhauswahl 2014 kandidierte Ishihara bei der Verhältniswahl nur auf dem den Doppelkandidaten nachgeordneten, letzten Listenplatz 9, schied aus dem Unterhaus aus und erklärte anschließend seinen Rückzug aus der Politik.

## Politische Maßnahmen

### Baupolitik
Die Tokioter Innenstadt (= der Innenbereich der Yamanote-Eisenbahn-Ringlinie) mit rund zwei Millionen Einwohnern war Ende der 1990er Jahre vielerorts noch großflächig von Einfamilienhäusern dominiert. Für diese Innenstadt gab Ishihara die Steigerung der Bevölkerung um eine Million Einwohner, also um 50 %, als mittleres Ziel aus. Das führt vor allem zu einer liberalen Genehmigungspolitik von Wohn-Hochhäusern und -Wolkenkratzern. Als Ausgleich für den Verlust an Grünflächen sind private Bauherren nun verpflichtet, das Dach ihres Gebäudes mit Rasen oder Grünpflanzen zu begrünen, falls die Dachfläche 1000 m² übersteigt. Von der Präfekturverwaltung (die unter anderem über 200.000 Wohnungen verwaltet) errichtete Gebäude müssen bereits ab 250 m² Dachflächen begrünt werden.
Allerdings ermächtigte Ishihara auch Privatfirmen, bei Bauvorhaben bis zu einer gewissen Größe die Baugenehmigungen auszustellen, was bisher dem Bauamt vorbehalten war. Diese vordergründig entbürokratisierende Maßnahme hat de facto zur Folge, dass sich Baufirmen, allen voran die in Japan allmächtigen zenekon, nun selbst ihre Genehmigungen erteilen können.

### Senkaku-Inseln
Im April 2012 verkündete Ishihara, dass die Präfektur Tokio die im äußersten Südwesten Japans und der Ryūkyū-Inseln liegenden Senkaku-Inseln kaufen wolle, um sie somit vor einer Übernahme durch einen der beiden chinesischen Staaten zu schützen, die beide Ansprüche auf die Inseln erheben.

## Rechtsnationalistische Gesinnung
Bereits 1989 machte Ishihara durch sein Buch „No“ to Ieru Nihon (「NO」と言える日本, wörtlich: „Japan kann auch Nein sagen“) auf seine nationalistischen Ansichten aufmerksam. Dieses erschien 1992 unter dem Titel Wir sind die Weltmacht auch auf Deutsch.
Inzwischen ist Ishihara mehrfach auch international durch rechtsextreme Äußerungen aufgefallen. So bezog er sich auf Korea und die Volksrepublik China mit dem alten japanischen Begriff, der diese Länder als Kolonien Japans während ihrer japanischen Besetzung charakterisierte. Auch nachdem das Thema in Ostasien Wellen geschlagen hatte, entschuldigte er sich nicht.
Ein Erlass des Tokioter Gouverneurs erlaubt den japanischen Rechtsradikalen (Uyoku), auf allen Straßen der Präfektur mit beliebig vielen Parolenwagen umherzuziehen und dabei über Lautsprecher Kampflieder und rechtsextreme Parolen zu verbreiten.

## Fernsehstar
Ishihara war schon vor seiner Politikerkarriere ein bekannter Mann, der oft gleichzeitig mit seinem damals noch berühmteren jüngeren Bruder, dem Sänger und Schauspieler Yūjirō Ishihara (* 28. Dezember 1934; † 17. Juli 1987), im Fernsehen zu sehen war.
Auch den Gouverneur Ishihara sieht man auch außerhalb der politischen Sendungen alle paar Wochen als Stargast in Variety-Shows im japanischen Fernsehen, so als Gast in der japanischen Ausgabe von Who Wants to Be a Millionaire?. Oft nimmt er dabei als Tandem einen seiner zwei längst erwachsenen Söhne mit. In diesen Sendungen äußert er sich nicht politisch, sondern ist einfach nur ein prominenter Gast.

## Familie
Ishiharas Söhne Nobuteru (ehemaliger LDP-Generalsekretär, Vorsitzender des LDP-Präfekturverbandes Tokio) und Hirotaka wurden beide Abgeordnete im nationalen Parlament. Yoshizumi arbeitet für Fuji TV und als Schauspieler. Sein jüngster Sohn Nobuhiro ist Maler. Über seine Ehefrau Noriko ist Ishihara entfernt mit der Politikerfamilie Koizumi aus der Präfektur Kanagawa verwandt.

## Werke (Auswahl)
- Taiyō no kisetsu (太陽の季節, 1956): Akutagawa-Preis
- Kurutta kajitsu (狂った果実, 1956)
- Umi no chizu (海の地図, 1958)
- Seinen no ki (青年の樹, 1959)
- Gesshoku (月蝕, 1959)
- Ōinaru umi e (大いなる海へ, 1965)
- Seishun to wa nanda (青春とはなんだ, 1965)
- Kaeranu umi (還らぬ海, 1966)
- Kaseki no mori (化石の森, 1970): Preis des Bildungsministers
- Yabanjin no daigaku (野蛮人の大学, 1977)
- Hisai (秘祭, 1988)
- Seikan (生還, 1988): Hirabayashi-Taiko-Literaturpreis
- “No” to ieru nihon (「NO」と言える日本, 1989): gemeinsam mit Akio Morita, dt. Titel: Wir sind die Weltmacht (1992)
- Soredemo “No” to ieru nihon. Nichibeikan no kompon mondai (それでも「NO」と言える日本 ―日米間の根本問題―, 1990): gemeinsam mit Shōichi Watanabe und Kazuhisa Ogawa
- Waga jinsei no toki no toki (わが人生の時の時, 1990)
- Kaze ni tsuite no kioku (風についての記憶, 1994)
- Ototo (弟, 1996): Spezialpreis des Mainichi Bungaku-sho
- “Chichi” nakushite kuni tatazu (“父”なくして国立たず, 1997)
- Sensenfukoku. “No” to ieru nihon. Amerika no kinyū dorei kara no kaihō (宣戦布告「NO」と言える日本経済 ―アメリカの金融奴隷からの解放―, 1998)
- Hokekyō o ikiru (法華経を生きる, 1998)
- Seisan (聖餐, 1999)
- Kokka naru genei (国家なる幻影, 1999)
- Boku wa kekkon shinai (僕は結婚しない, 2001)
- Ima, “Tamashii” no kyōiku (いま「魂」の教育, 2001)
- Oi te koso jinsei (老いてこそ人生, 2002)